# نيكلاس هولم
نيكلاس هولم هو متسابق يخت دنماركي، ولد في 8 مارس 1981.

## وصلات خارجية
- نيكلاس هولم على موقع الاتحاد الدولي للملاحة الشراعية (موقع جديد) (الإنجليزية)
- نيكلاس هولم على موقع اللجنة الأولمبية الدولية (الإنجليزية)
- نيكلاس هولم على موقع أوليمبيديا (الإنجليزية)